# اوگوست پلسمکر
اوگوست پلسمکر (فرانسوی: Auguste Pelsmaeker‎; ۱۵ نوامبر ۱۸۹۹ – ۱۹ نوامبر ۱۹۷۶) بازیکن فوتبال اهل بلژیک بود.
از باشگاه‌هایی که در آن بازی کرده‌است می‌توان به باشگاه فوتبال خنت اشاره کرد.
وی همچنین در تیم ملی فوتبال بلژیک بازی کرده‌است.